# Вольфганг Кнайб
Вольфганг Кнайб (нім. Wolfgang Kneib, нар. 20 листопада 1952, Цорнгайм) — німецький футболіст, що грав на позиції воротаря. Насамперед відомий виступами за «Боруссія» (Менхенгладбах), у складі якої ставав чемпіоном Німеччини і володарем Кубка УЄФА.

## Ігрова кар'єра
Народився 20 листопада 1952 року в місті Цорнгайм. Вихованець футбольної школи місцевого однойменного клубу.
У дорослому футболі дебютував 1972 року виступами за команду клубу «Майнц 05», в якому основним воротарем став лише в сезоні 1974/75, який команда проводила вже у Другій Бундеслізі.
Провівши сезон 1975/76 в аматорському «Вісбадені», приєднався до вищолігової «Боруссії» (Менхенгладбах), в якій відразу став основним голкіпером і у першому ж сезоні допоміг команді стати чемпіоном ФРН. Захищав ворота менхенгладбаської команди протягом чотирьох сезонів, 1979 року також став у її складі володарем Кубка УЄФА.
Останнім клубом воротаря була «Армінія» (Білефельд), до лав якої приєднався 1980 року і ворота якої захищав до 1988.

## Титули і досягнення
- Чемпіон ФРН (1):

«Боруссія» (Менхенгладбах): 1976-1977
- Володар Кубка УЄФА (1):

«Боруссія» (Менхенгладбах): 1978-1979
- Володар Суперкубка Німеччини (1):

«Боруссія» (Менхенгладбах): 1976